# Žltá veža
Žltá veža je dost výrazný vrchol s trojúhelníkovým profilem. Nalézá se v prostředním hřebeni. Turistům je známá hlavně z cesty přes nedaleké Priečne sedlo, i od Téryho chaty.

## Topografie
Od Malého hrotu ji odděluje Sedlo za Prostredným (hrotom), od Drobnej veže zase Žltá lávka. Západní stěnou i dlouhým žebrem spadá do Velké Studené doliny, severní do Dolinky pod Sedielkom.

## Pár zajímavých výstupů
- 1900 První výstup K. Bröckelmann a J. Hunsdorfer ml., Přes Sedlo za Prostredným, I.
- 1908 Prvovýstup hřebenem ze Žlté lávky, Gyula Komarnicki, S. Laufer a A. Martin, III.
- 1929 Prvovýstup prostředkem západní stěny, W. Stanislawski, A. Kenar a A. Stanecki, IV - V.

## Galerie

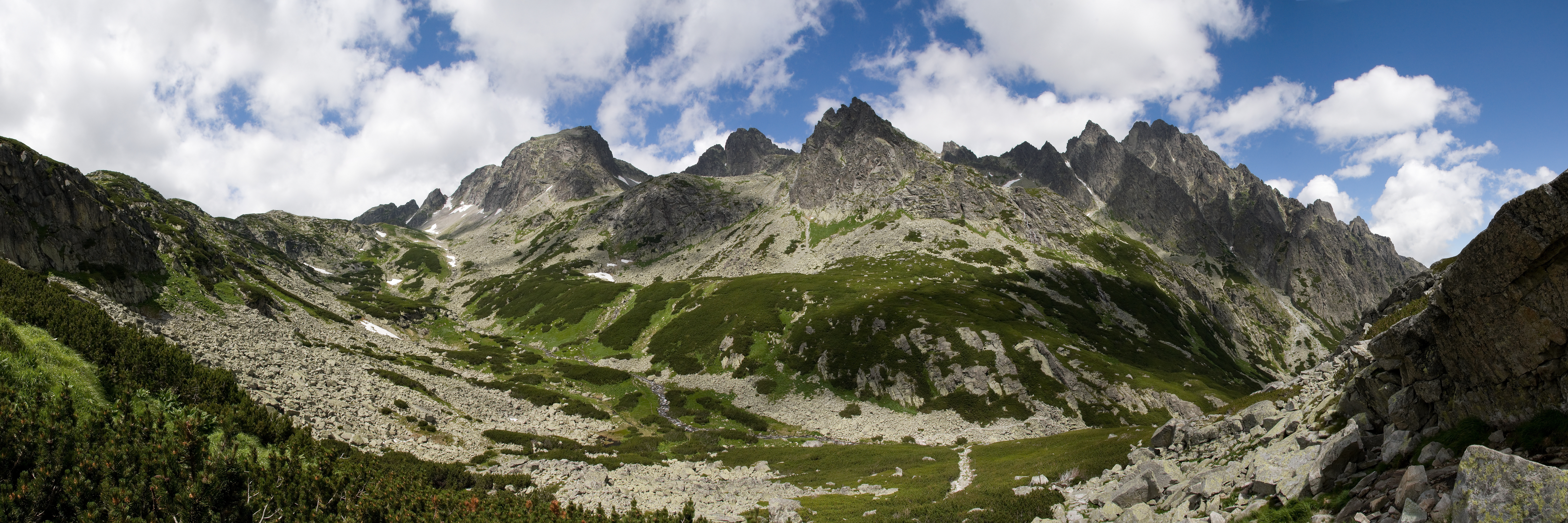
V panorámě Veľké Studené doliny vpravo Prostredný a Malý hrot, dále špičatá Žltá veža,...
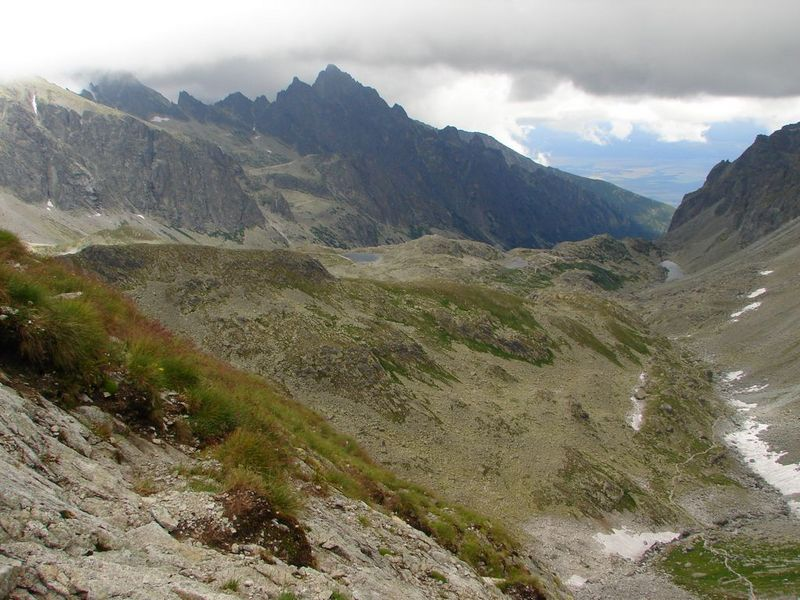
Prostredný hrebeň z Veľkej Studenej doliny, najšpicatejší je Žltá veža.
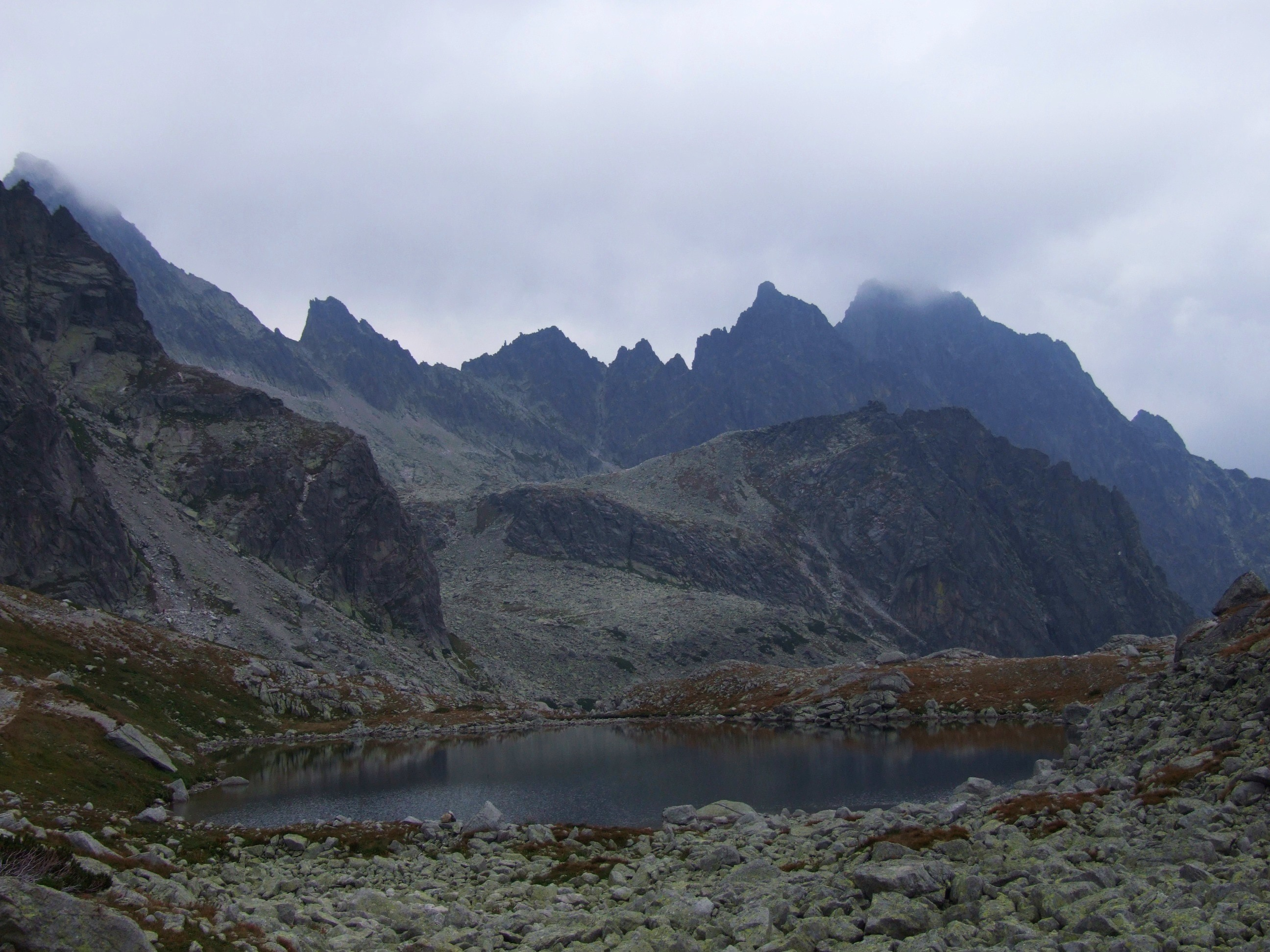
Vpravo první bez mraku Žltá veža